# Jakob Engler
Jakob Engler, auch Joggi genannt (* 15. März 1933 in Basel; † 27. Februar 2025 in Oberwil BL), heimatberechtigt in Urnäsch, war ein Schweizer Bildhauer und Plastiker. Sein Werk umfasst Raumskulpturen, Siebdrucke, Lithografien, Zeichnungen, Grafiken, Kunst am Bau sowie Bau- und Schmuckgestaltung.

## Leben und Werk

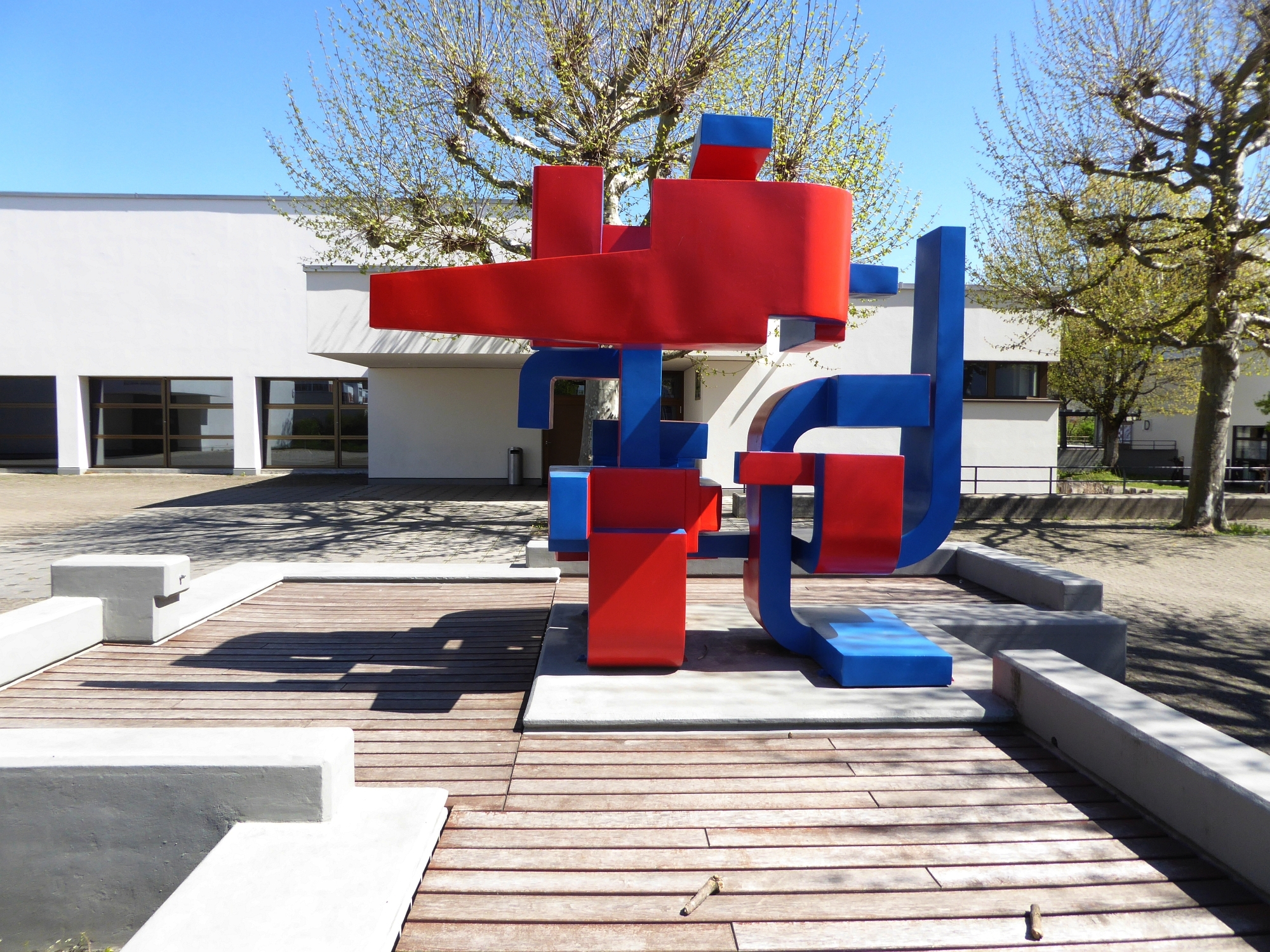
1971–1972, Dra-Dri-Druf-Drab, Hüslimatt Schulhaus in Oberwil.

Jakob Engler absolvierte von 1948 bis 1952 bei Eugen Bach und Emil Weidmann eine Holzbildhauerlehre. Weidmann war der Vater von Hans Weidmann. Von 1954 bis 1955 besuchte Engler die Bildhauerklasse an der École nationale supérieure des beaux-arts in Paris. 1956 arbeitete er als Bildhauer bei Josef Lutz und teilte mit seinem Bildhauerfreund Mario Bollin (* 1930) sein erstes Atelier. Ab 1957 war Engler als selbstständiger Holzbildhauer tätig und besuchte die Bildhauerklasse von Johannes Burla an der Allgemeinen Gewerbeschule Basel.
1958 heiratete er Lotti, geborene Helfe, und gab 1959 die Holzschnitzerei auf, um sich ganz der freien Kunst zu widmen. Ab 1960 entstandenen erste Eisen- und Bronzeplastiken. 1962 konnte Engler seine Werke in einer Einzelausstellung in New York und 1963 in Basel präsentieren. 1968 bezog er das Künstleratelier des Kantons Basel-Stadt an der Cité Internationale des Arts in Paris. Mit dem Studienaufenthalt gelang es ihm, sich von seinen Vorbildern zu lösen, und die politische Aufbruchstimmung lösten eine persönliche und künstlerische Standortbestimmung aus. Die ersten farbigen Kunststoffplastiken entstanden und wurden ab 1970 durch öffentliche Kunstsammlungen erworben.
Da sich Englers Atelier mittlerweile zur Schlosserwerkstatt entwickelt hatte, beteiligte er sich 1978 an der Gründung der GSMBA-Ateliergenossenschaft in Birsfelden. 1988 bezog er sein drittes Atelier in Ullastret. Die neue Umgebung regte Engler an, auch als Keramiker zu arbeiten.
Ab 1970 erhielt Engler Preise an Wettbewerben, so 1984 den 1. Preis am internationalen Wettbewerb in Klagenfurt. Zudem erhielt er 1992 den Kunstpreis der Jubiläumsstiftung der Basellandschaftlichen Kantonalbank.

Englers Werke stehen in zahlreichen öffentlichen und privaten Sammlungen im In- und Ausland sowie in Schulhäusern, Spitälern, Kirchen, Banken und Industriegebäuden. Zudem sind sie in angesehenen Galerien und an bedeutenden internationalen Kunstmessen zu sehen.

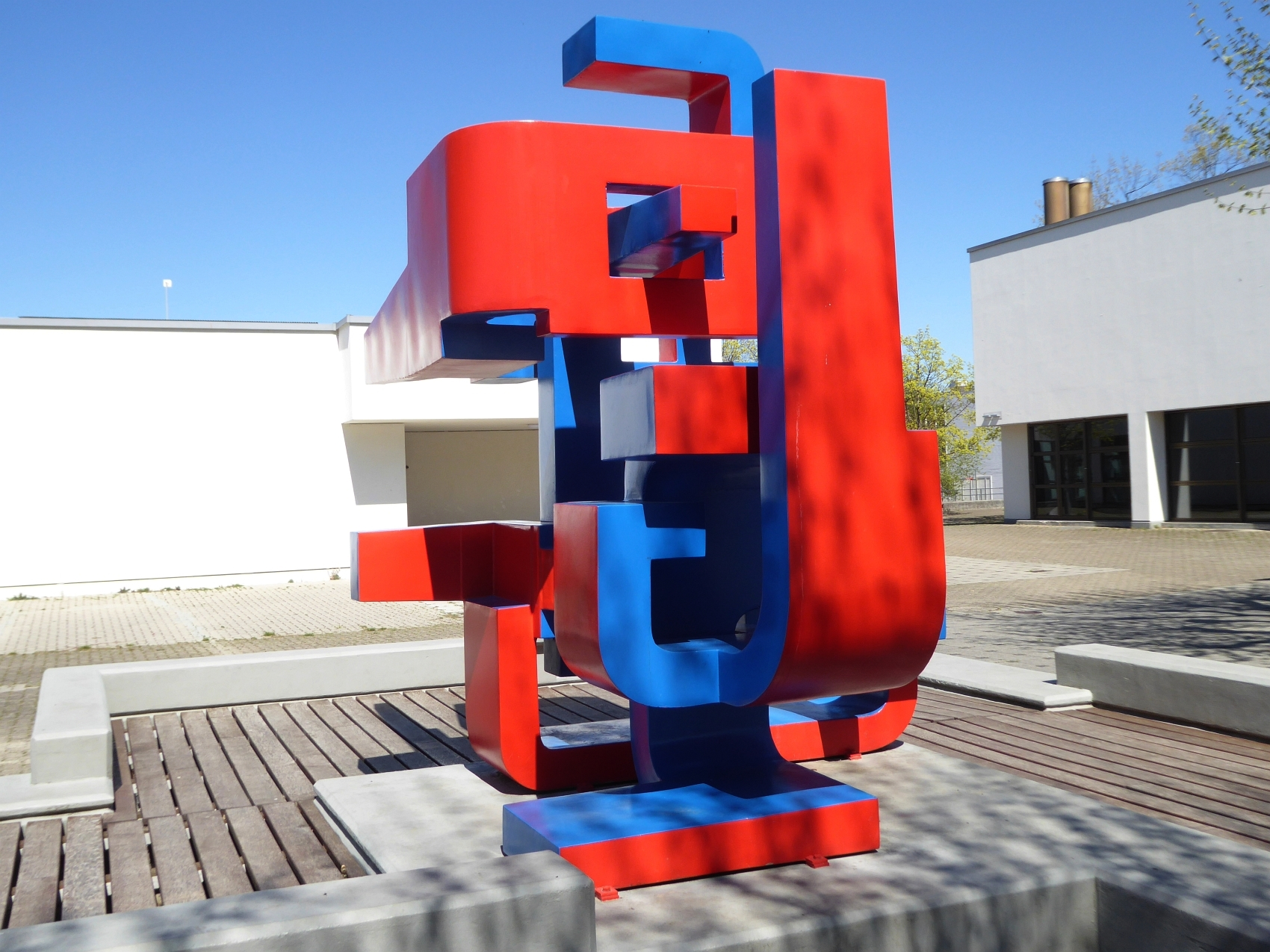
Dra-Dri-Druf-Drab, Oberwil
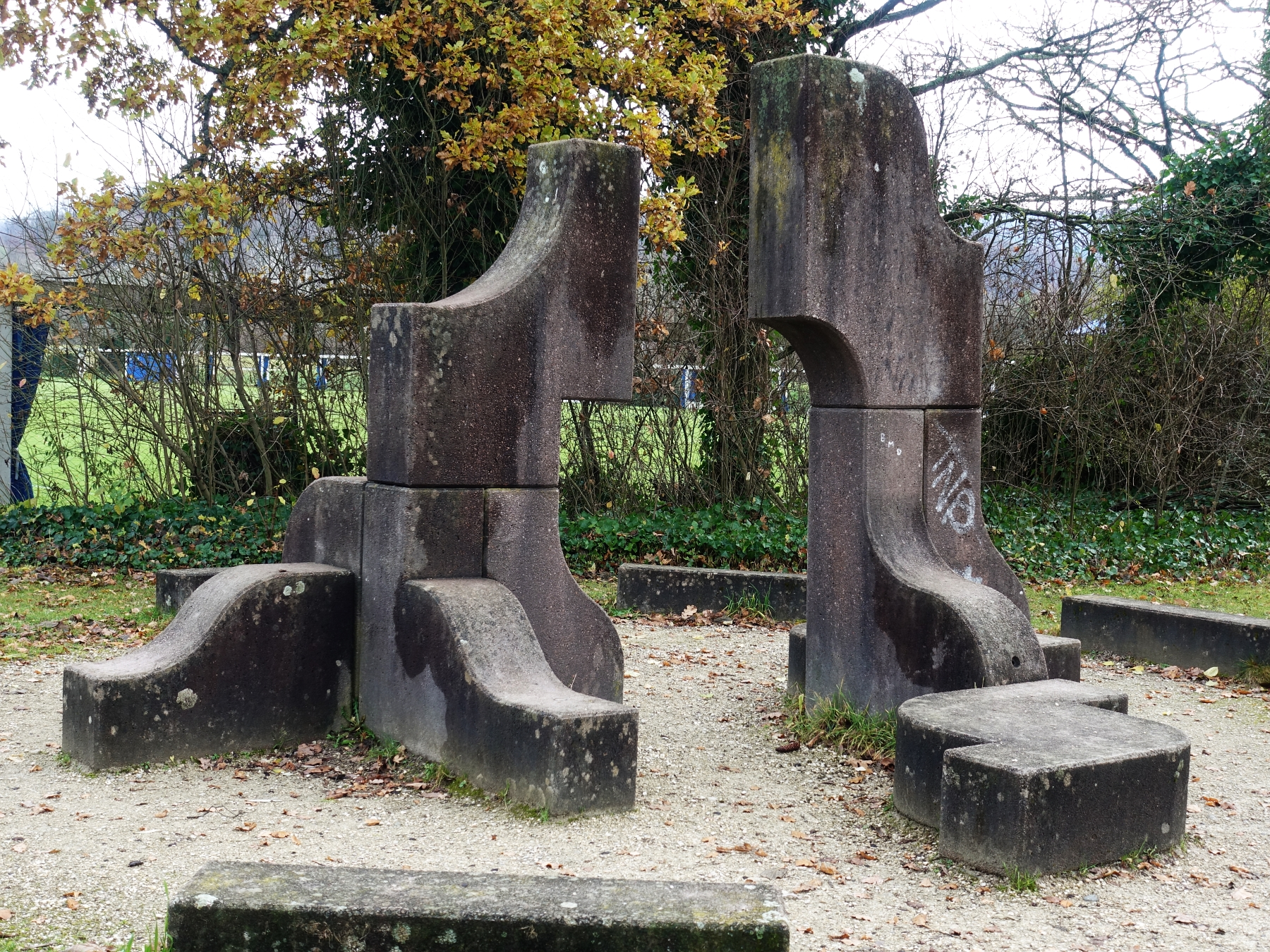
Betonelemente, Brüglinger Ebene
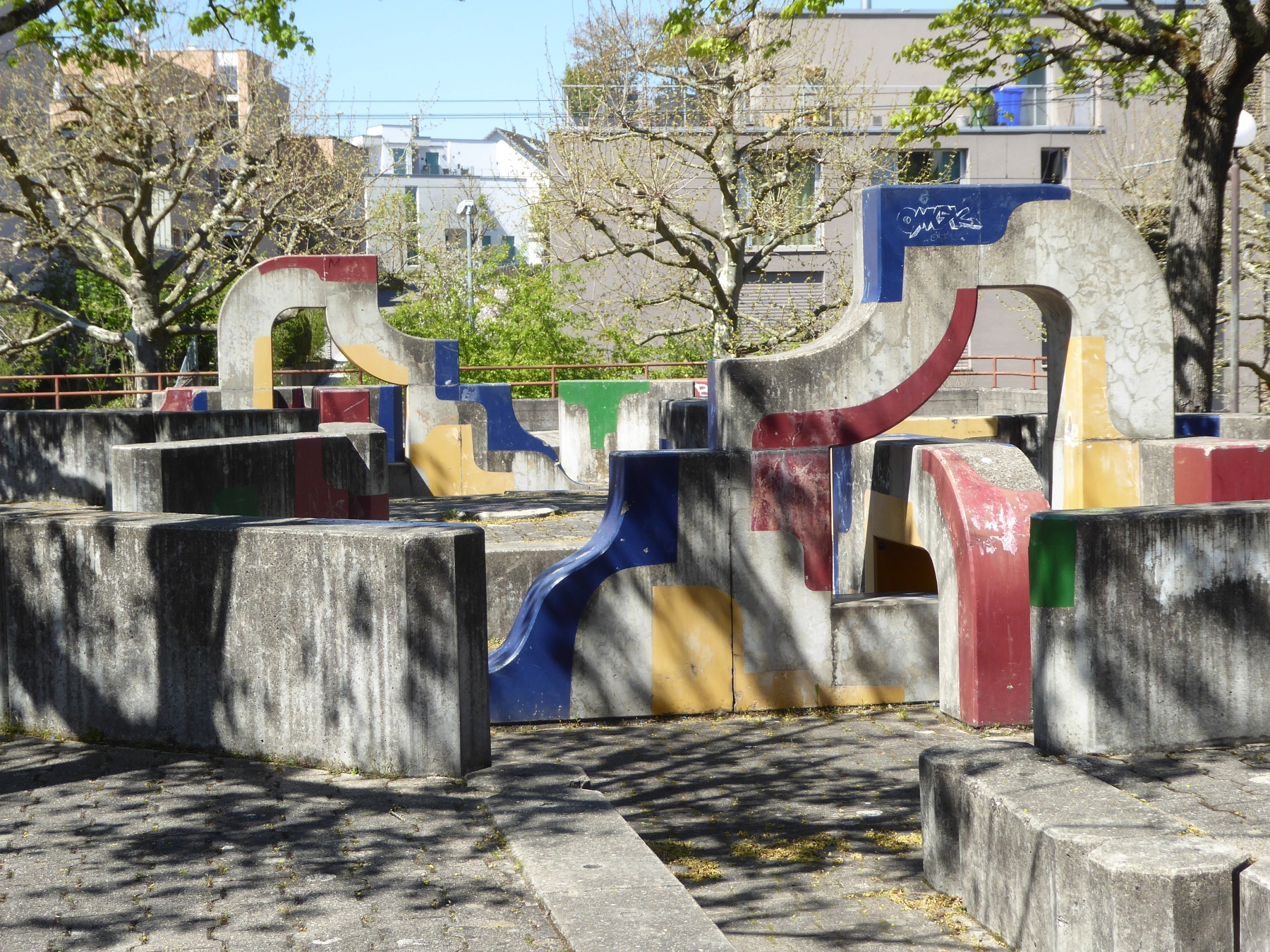
Farbige Betonelemente, Therwil
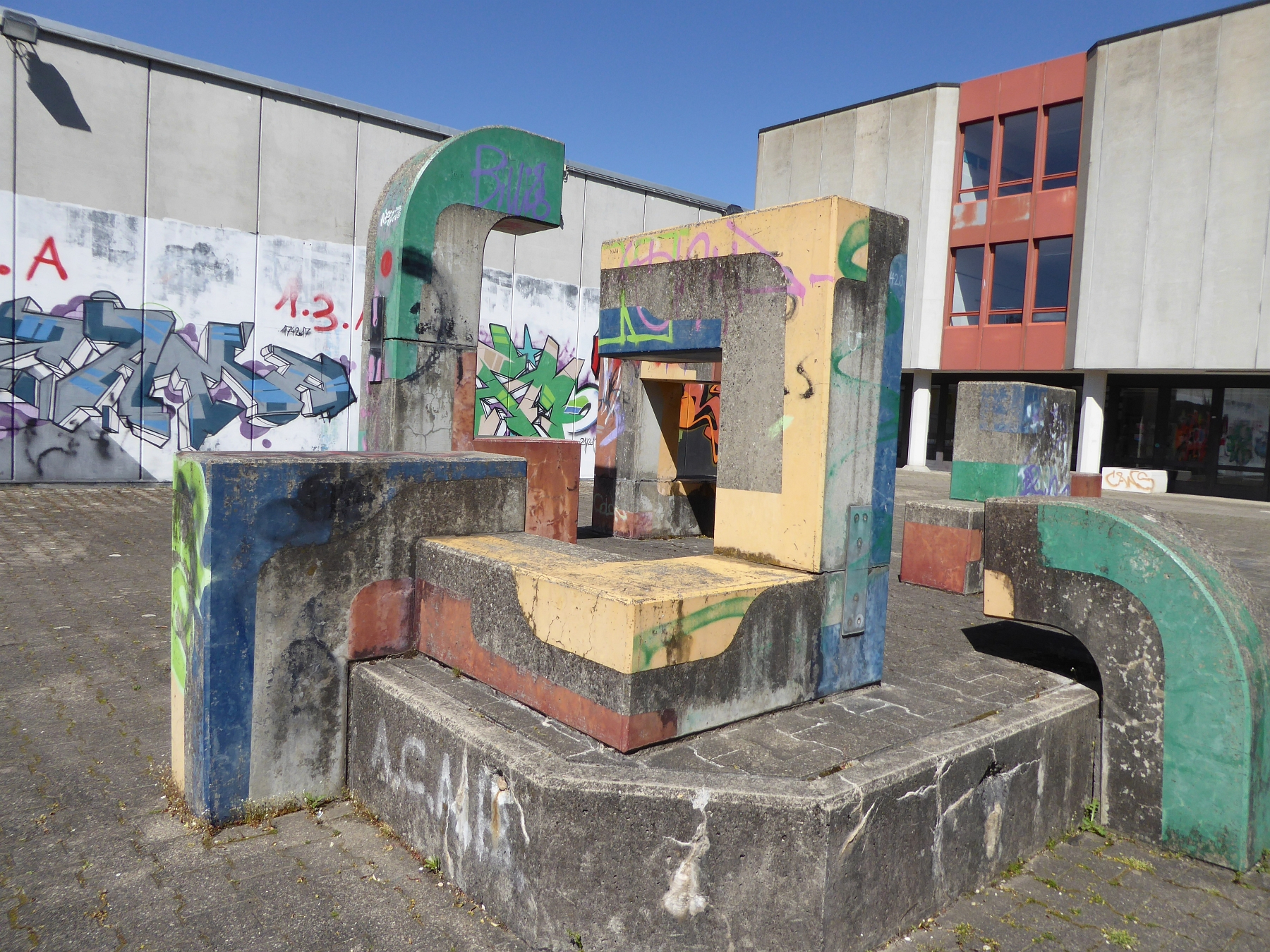
Farbige Betonelemente,Therwil
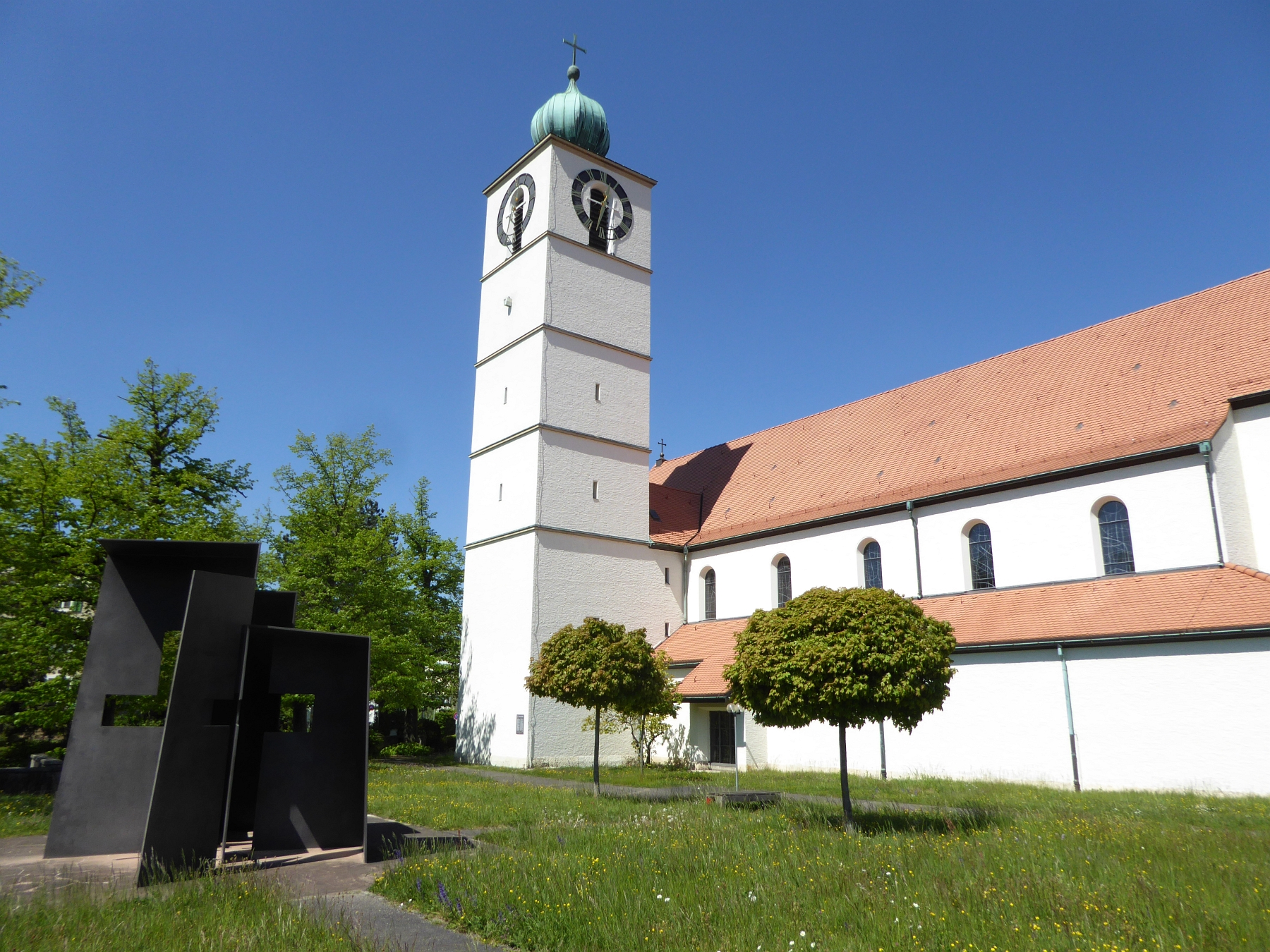
Kreuz-Licht-Kapelle, Münchenstein
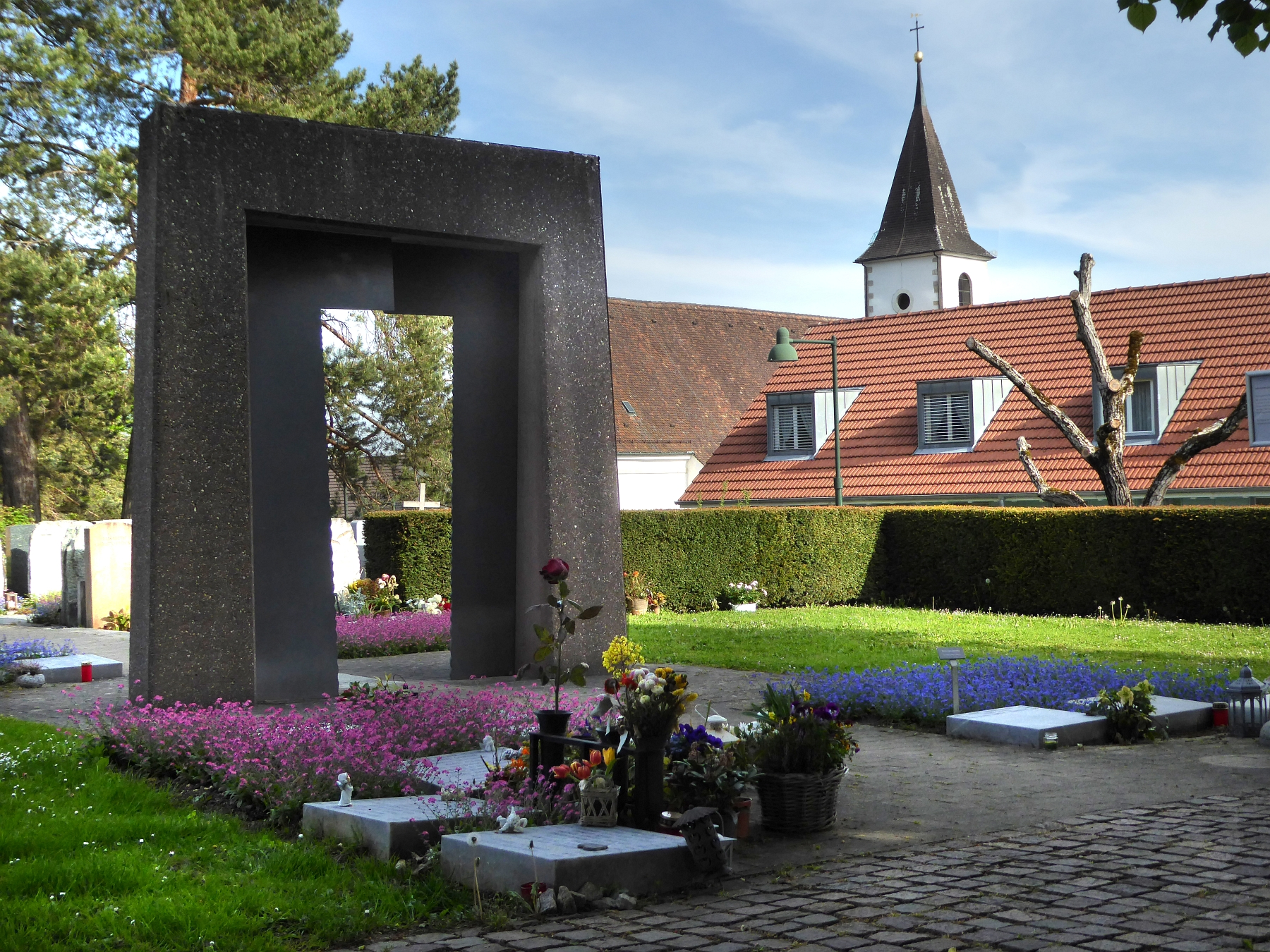
Torsoskulptur, Aesch